# François Brunet de Baines
Claude-François Brunet-Debaines (Vannes, Francia; 1799-Santiago, 1855) fue un destacado arquitecto francés.

## Biografía
Perteneciente a una familia de arquitectos, estudió en la Escuela de Bellas Artes de París. 
En Francia fue contratado por don Francisco Javier Rosales, encargado de negocios de Chile en París, para ejercer el cargo de Arquitecto de Gobierno. Entre otros trabajos, debía hacerse cargo de la dirección de una escuela de arquitectura, en el caso de que el gobierno decretara su creación. 
Llegó a Chile en octubre de 1848 para incorporarse a la nueva oficina creada por el presidente Manuel Bulnes. Inició inmediatamente las gestiones para la organización de la Clase de Arquitectura de la Sección Universitaria del Instituto Nacional. El 24 de julio de 1849 presentó el proyecto de fundación, origen de la Escuela de Arquitectura de la Universidad de Chile, cuya dirección asume por siete años. 
La Clase de arquitectura fue creada según decreto de 17 de noviembre de 1849, el que Brunet-Debainesaines inicia al año siguiente.
De este modo, la labor ejercida por Brunet-Debaines en Chile posee gran trascendencia al haber sido el primer Arquitecto de Gobierno, fundador de la Primera Escuela de Arquitectura de Chile y autor del primer manual que se edita en el país para la docencia de la carrera.

## Estrategia visual
Entre sus obras se cuentan, la intervención en la edificación del Teatro Municipal, el Congreso Nacional, el Palacio Arzobispal, los Pasajes Mac Clure y Bulnes; las residencias de Melchor de Santiago Concha y del General Bulnes. Construcciones en las que desarrolla el estilo neoclásico. El cual defendió como el más idóneo para las construcciones. 

## Principales obras
- Edificio del Teatro Municipal, Santiago, Chile.
- Edificio del ex Congreso Nacional, Santiago, Chile.
- Iglesia de la Vera Cruz (Santiago de Chile).